# استفان چهارم

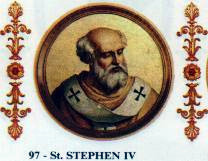

پاپ استفان چهارم (به انگلیسی: Stephen IV) یکی از پاپ‌های کلیسای کاتولیک رم بود که از ۸۱۶ تا ۸۱۷ میلادی پاپ بود.